# Инчхон Юнайтед
«Инчхо́н Юна́йтед» — южнокорейский футбольный клуб из Инчхона. Основан в 2003 году. Выступает в K League Classic — высшем дивизионе южнокорейского футбола. В своём дебютном сезоне в Кей-лиге, в 2004 году, клуб занял предпоследнее место. Следующий сезон, 2005 года, стал для клуба наиболее успешным в его истории: команда выиграла регулярное первенство, а затем вышла в финал плей-офф, где уступила «Ульсан Хёндэ» (1:5; 2:1), эти успехи были достигнуты под руководством тренера Чхан Ве Рёна. В последующие три сезона команда находилась в числе середняков лиги.

## Достижения
- Победитель регулярного чемпионата K-League: 2005
- Финалист плей-офф K-League: 2005
- Финалист Кубка Республики Корея: 2015

## Список главных тренеров
- Вернер Лорант (2003—2004)
- Чхан Ве Рён (2004—2005 (и. о.); 2005—2007; 2007—2008)
- Пак И Чхон (2007, и. о.)
- Илия Петкович (2009—2010)
- Хо Чжон Му (2010—2012)
- Ким Бон Гиль (2010 (и. о.); 2012 (и. о.); 2012—2014)
- Ким До Хун (2015—2016)